# Харківський гідрометеорологічний технікум Одеського державного екологічного університету
Харківський гідрометеорологічний технікум Одеського державного екологічного університету — державний вищий навчальний заклад І рівня акредитації — структурний підрозділ Одеського державного екологічного університету, розташований у Харкові.

## Історія створення
Інтенсивне зростання промислового і гідротехнічного будівництва, сільського і водного господарства, повітряного, річного і морського транспорту та інших галузей народного господарства потребувало дальшого організаційного зміцнення Гідрометеорологічної служби України. Дедалі постало питання про необхідність підготовки висококваліфікованих кадрів гідрометеорологів. Саме тоді група ентузіастів — співробітников Гідрометеорологічного комітету України: І. І. Касьяненко, Д. К. Педаєв, Я. Т. Ненько, М. М. Акімович, М. П. Чеботарьов та інші виступили з ініціативою організувати перший в Україні вищий навчальний заклад гідрометеорологічного профілю.
25 червня 1931 року була ухвалена Постанова про організацію в 1932 році навчального комбінату, який готував фахівців вищої і середньої кваліфікації для забезпечення ними всієї гідрометслужби. До навчального комбінату мали входити столичний інститут і два гідрометеорологічних технікуми (один у Харкові, другий в Одесі).
Відповідно до Постанови РНК УРСР від 21 квітня 1932 року був заснований Харківський інженерний гідрометеорологічний інститут (ХІГМІ) з трьома факультетами: метеорології і кліматології, гідрології річок і гідрогеології і океанографічний. 6 червня 1932 року почалися заняття в новому виші — ХІГМІ. Через рік інститут мав свій навчальний корпус на площі Тевелєва, 14 (приміщення колишнього сільськогосподарського банку), але це приміщення було малопристосоване для занять. Навчальна наукова база інституту була передана зі збереженням штату Харківська геофізична обсерваторія. В обсерваторії проводилися за широкою програмою спостереження різних напрямів. На початку 40-х років ХІГМІ визнавався одним з найкращих вузів в Україні.
Настав 1941 рік. Літо, кінець навчання, раптом починається війна. Хлопці старших та другого курсів відправляються на фронт, дівчата виїжджають на роботу за призначенням.
Незважаючи на воєнні дії, у 1941—1942 роках навчальний рік почався 1 вересня, хоча більшість не встигла приїхати. Заняття часто переривалось бомбардуваннями Харкова. Невдовзі за розпорядженням Головного управління Гідрометслужби усі заняття припинили. Інститут почав готуватися до евакуації. Студенти і співробітники в останні дні вересня і в жовтні проживали в інституті, чекаючи з години на годину одержання вагонів для навантаження майна та евакуації. За планом інститут повинен був відправитись до Башкирії. Надвечір 19 жовтня Г. П. Дубинський одержав посадкові талони для професорсько-викладацького складу в останній ешелон. На жаль група не змогла евакуювати інститутське майно і устаткування. Таким чином загинув увесь архів ХІГМІ. Потім Дубинському Г. П. повідомили, що інститут повинен їхати в Ашхабад. 1 січня 1942 року почалися заняття на усіх курсах, окрім першого, було спочатку 50 студентів. Підготовка спеціалістів гідрометеорологів мала стратегічне значення, тому інститут, мав назву «Харківський гідрометеорологічний інститут Червоної армії».
Самовіддана праця колективу інституту була відзначена в Указі Президії Верховної Ради СРСР від 19 червня 1943 року Указом Президії Верховної ради СРСР група працівників Гідрометслужби ЧА була нагороджена орденами і медалями «За гидрометеорологическое обеспечение Красной Армии и Военно- Морского Флота».
9 липня 1944 року РНК СРСР прийняла Постанову № 844/221с, одним з пунктів якої було «О преобразовании Харьковского гидрометеорологического института из г. Ашхабада в г. Одессу с переименованием его в Одесский гидрометеорологический институт и с предоставлением ему помещений для учебного корпуса и обежития на 400 человек».
Після закінчення Великої Вітчизняної війни, повернувшись до м. Харкова окремі викладачі, разом з Г. П. Дубинським, в 1945 році заснували Харківський гідрометеорологічний технікум. Було прийнято рішення задовольнити клопотання ХГМТ на відбудову будинку по Плетньовському провулку, ріг вулиці Берія № 10 під навчальний заклад в безстрокове і безкоштовне користування (01-18/503 від 05.07.2004). Так Харківський гідрометеорологічний технікум знайшов собі пристанище.
Якщо зазирнути в історію, то в 1906 році — це приміщення Волжсько-Камського банку, розташоване на вулиці Рибній, 10. Цьому підтвердження архітектура будівлі. Будівля належить рукам майстра Загоскіна І. І.
Відповідно до наказу Міністерства освіти і науки, молоді та спорту України від 26.11.2003 № 787 «Про реорганізацію Харківського гідрометеорологічного технікуму» з 2004 року Харківський гідрометеорологічний технікум став структурним підрозділом Одеського державного екологічного університету (ОДЕКУ) IV рівня акредитації як суб'єкту освітньої діяльності та отримав назву Харківський гідрометеорологічний технікум Одеського державного екологічного університету (ХГМТ ОДЕКУ)
Враховуючи сучасні вимоги до підготовки молодших спеціалістів, наш технікум має потужну матеріально-технічну базу: навчальний корпус, бібліотеку з читальною залою, комп'ютерний клас, оснащений вільним доступом до мережі Інтернет, навчальну гідрологічну базу на р. Сіверський Донець (м. Зміїв) та навчальну метеорологічну базу у парку ім. Шевченка, спортивну та актову зали.

## Структура, спеціальності
Технікум готує спеціалістів за такими напрямами:
- Гідрологічні та гідрохімічні спостереження;
- Експлуатація метеорологічних радіолокаційних станцій;
- Прикладна екологія;
- Геодезія та землеустрій;
- Метеорологічні спостереження.

Додаткова інформація

Коледж має навчальну метеорологічну станцію у парку Шевченка та гідрологічну базу у місті Зміїв 

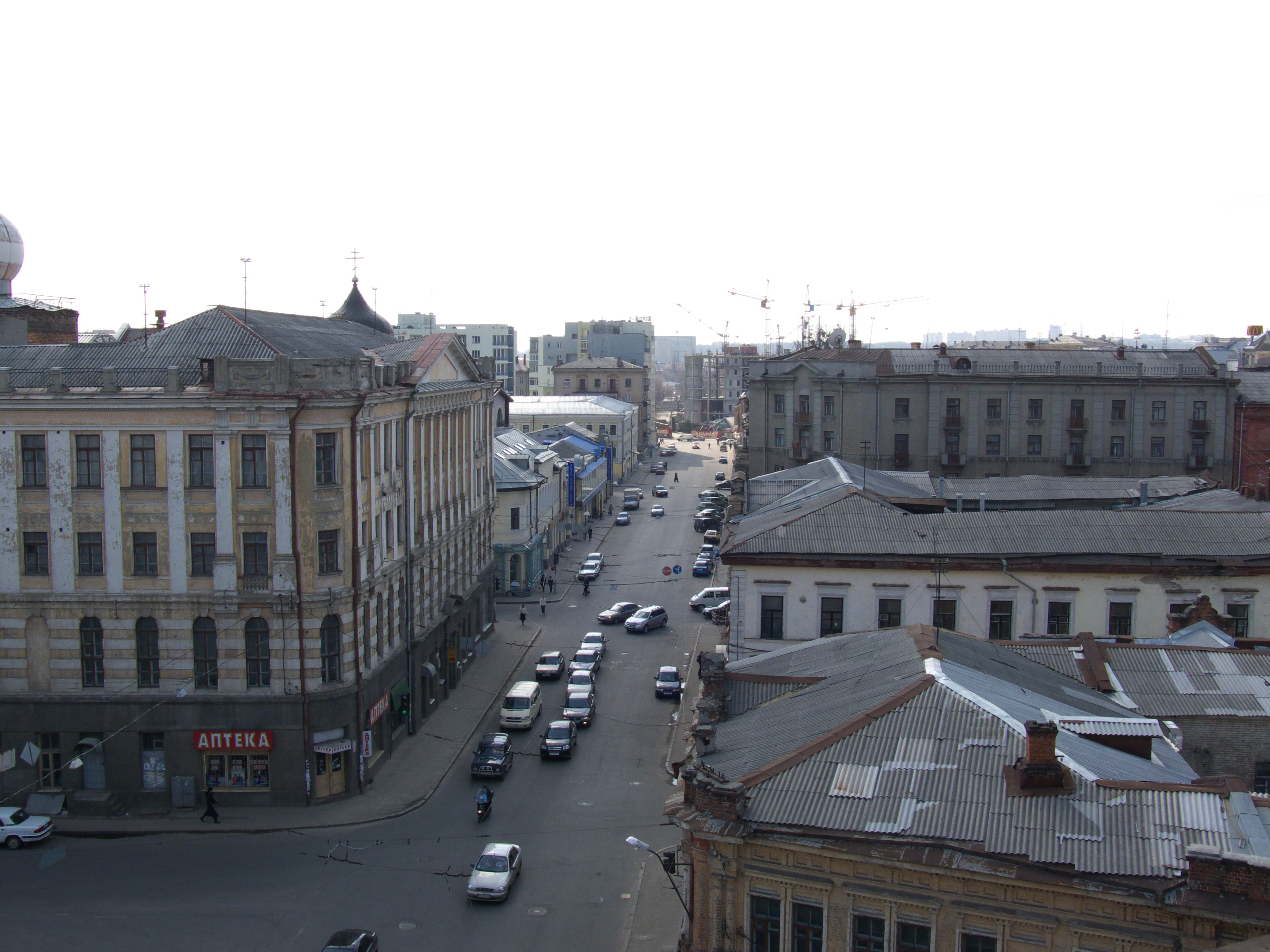
Вид на будівлю технікуму (ліворуч) з сусідньої будівлі магазину «Юний технік» (початок вул. Кооперативної)